# رضا سعیدی
رضا سعیدی شریف‌آباد (۱۴ بهمن ۱۳۳۸ – ۲۰ آذر ۱۳۸۴) بازیگر تئاتر، سینما و تلویزیون اهل ایران بود. وی از پیشکسوتان تئاتر مشهد بود.

## زندگی‌نامه
رضا سعیدی در سال ۱۳۳۸ در مشهد متولد شد. او از سال ۱۳۵۰ در یازده سالگی به مرکز تئاتر شهر مشهد رفته و از سال ۱۳۶۱ به استخدام اداره ارشاد استان خراسان در پست بازیگری درآمد. سعیدی از سال ۱۳۵۳ در مشهد کار تئاتر را شروع کرد و پس از آن وارد عرصه سینما و تلویزیون شد.
از جمله فیلم‌هایی که در آن حضور داشته‌است می‌توان به زمزمه، مارمولک، فیل در تاریکی، آلبوم، مردی شبیه باران، سهراب، دیوانه‌ای از قفس پرید و انتظار اشاره کرد.
همچنین وی در سریال‌های تلویزیونی روژان، فرار بزرگ، روایت عشق، ولایت عشق، تنهاترین سردار و پروانه‌ها می‌نویسند ایفای نقش کرده‌است.
سعیدی در سال ۱۳۷۹ در سریال پروانه‌ها می‌نویسند به کارگردانی محمد نوری‌زاد در نقش یک مدیر دولتی ظاهر شد که دست به اعمال غیرقانونی مختلفی می‌زد و حواشی را پیرامون شباهت او با سعید حجاریان برانگیخت.
وی صبح روز یکشنبه ۲۰ آذر ۱۳۸۴ سر صحنه فیلمبرداری مجموعهٔ  تلویزیونی «بوی گل‌های وحشی» به کارگردانی حسینعلی لیالستانی در رامسر دچار حمله قلبی شد و پس از انتقال به بیمارستان سجاد، رامسر درگذشت. پیکر وی روز سه‌شنبه از مقابل تالار وحدت تشییع و در قطعهٔ  هنرمندان بهشت زهرا به خاک سپرده شد.

مزار رضا سعیدی در قطعهٔ هنرمندان بهشت زهرا

## جوایز
وی به خاطر بازی در نمایش مظلوم پنجم به عنوان بهترین بازیگر دومین دوره جشنواره تئاتر فجر برگزیده شد.

## نمایش‌ها
- بازی در نمایش «کلکته»
- بازی در نمایش «چهار صندوق»
- بازی در نمایش «سقوط»
- بازی در نمایش «خانات «به کارگردانی» رضا صابری»
- بازی و طراحی فرم در نمایش «شگرد آخر» نوشته حمیدرضا اعظم
- بازی در نمایش «مظلوم پنجم «به کارگردانی» رضا صابری»
- کارگردانی نمایش «کورغلو چلیبل»
- کارگردانی نمایش «آوخت»
- کارگردانی نمایش «ظهور و سقوط استبداد»
- کارگردانی نمایش «چهار صندوق «نوشته» بهرام بیضایی»
- کارگردانی نمایش «عالیجنابان»
- کارگردانی نمایش «دلبران»
- کارگردانی نمایش «پرده دوم»

## فیلمشناسی

### بازیگر سینما
1. مسیح (۱۳۸۴)
2. آلبوم (۱۳۸۳)
3. مارمولک (۱۳۸۲ کمال تبریزی)
4. دیوانه‌ای از قفس پرید (۱۳۸۱ احمدرضا معتمدی)
5. تیک (۱۳۸۰)
6. انتظار (۱۳۷۹)
7. قطعه ناتمام (۱۳۷۹)
8. سهراب (۱۳۷۸)
9. مرد بارانی (۱۳۷۸)
10. مردی شبیه باران (۱۳۷۵)
11. زمزمه (۱۳۶۶)
12. فیل در تاریکی

### بازیگری تلویزیون
| سال       | عنوان مجموعه      | سمت    | کارگردان                           | توضیحات                                               |
| --------- | ----------------- | ------ | ---------------------------------- | ----------------------------------------------------- |
| ۱۳۸۶      | چهل سرباز         | بازیگر | محمد نوری‌زاد                       | شبکه ۲                                                |
| ۱۳۸۵      | بوی گل‌های وحشی    | بازیگر | حسینعلی لیالستانی                  | شبکه ۲ در هنگام فیلمبرداری بر اثر بیماری قلبی در گذشت |
| ۱۳۸۴      | راز ققنوس         | بازیگر | نادر مقدس                          | شبکه تهران                                            |
| ۱۳۸۴–۱۳۸۳ | فرار بزرگ         | بازیگر | محمدحسین لطیفی                     |                                                       |
| ۱۳۸۳      | بانویی دیگر       | بازیگر | سیروس مقدم                         | نوروز ۱۳۸۳ شبکه پنج                                   |
| ۱۳۸۳      | سایه آفتاب        | بازیگر | محمدرضا آهنج                       | شبکه ۳                                                |
| ۱۳۷۹      | پروانه‌ها می‌نویسند | بازیگر | محمد نوری‌زاد                       | شبکه ۲                                                |
| ۱۳۷۹      | ولایت عشق         | بازیگر | مهدی فخیم‌زاده                      | شبکه ۱                                                |
| ۱۳۷۹–۱۳۷۸ | آفتاب و زمین      | بازیگر | جواد شمقدری                        | شبکه دو                                               |
| ۱۳۷۷      | عید آن سال‌ها      | بازیگر | سعید ابراهیمی‌فر                    | ۱۳۷۸ شبکه ۲                                           |
| ۱۳۷۵      | تنهاترین سردار    | بازیگر | مهدی فخیم‌زاده                      | شبکه ۱                                                |
| ۱۳۶۴      | روایت عشق         | بازیگر | علاءالدین رحیمی و انوشیروان ارجمند | شبکه ۱                                                |
|           | روژان             | بازیگر | ?                                  | شبکه ۲                                                |
|           | دوباره زندگی      | بازیگر | نادر مقدس                          |                                                       |

## سایر فعالیت‌ها
بدل (۱۳۷۲ فیلمبردار پشت صحنه)، حماسه قهرمانان (۱۳۷۶ حمل و نقل)، پشت دیوار شب (۱۳۷۶ سینه موبیل)، تفنگ سرپر (مجموعه تلویزیونی) (۱۳۸۱ کارگردان: امرالله احمدجو، بازیگر مهمان)